# Шенгаузен
Шенгаузен (нім. Schönhausen) — громада в Німеччині, розташована в землі Саксонія-Ангальт, за 70 км на північ від столиці землі Магдебурга. Входить до складу району Штендаль. Складова частина об'єднання громад Ельбе-Гафель-Ланд. Тут знаходиться рада об'єднання громад (нім. Verbandsgemeinde) Ельбе-Гафель-Ланд, до якої входять ще п'ять общин.
Площа — 74 км2. Населення становить 2128 ос. (станом на 31 грудня 2021).
Община розташована на східному березі Ельби, посередині між містами Штендаль та Ратенов.
Засноване на початку XIII століття, найстаріша з нині існуючих споруд, кам'яна церква, датована 1212 роком.

## Відомі мешканці
- Отто фон Бісмарк (* 1815 Шенхаузен; † 1898 Фрідріхсру), перший канцлер Німецької імперії, народився в нині не існуючому замку
- Отто граф фон Бісмарк (* 1897 Шенхаузен; † 1975 Фрідріхсру), політик, депутат
- Аннет Луїзіан (* 1977 Хафельберг), виросла в Шенгаузені, співачка

## Галерея

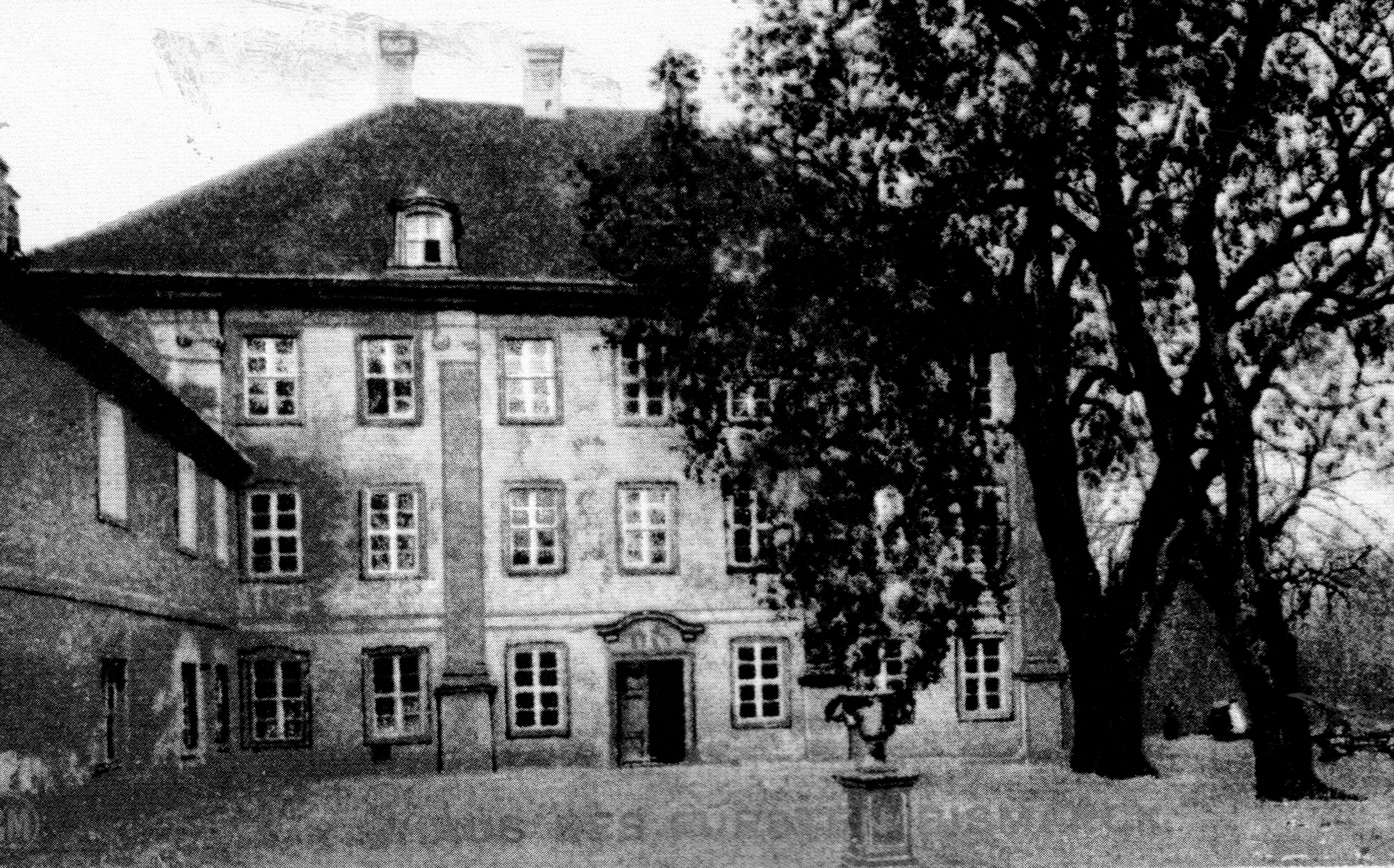
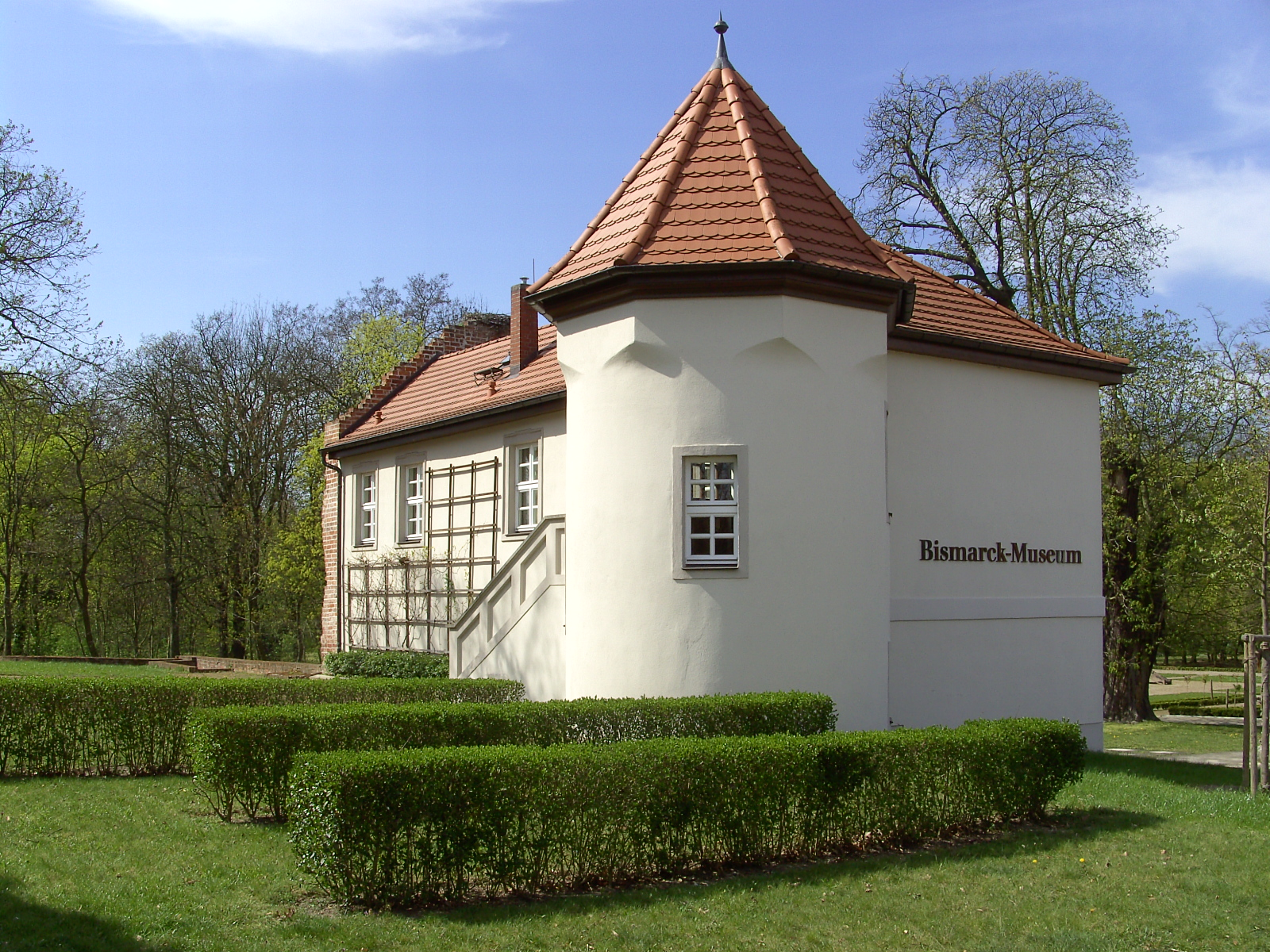
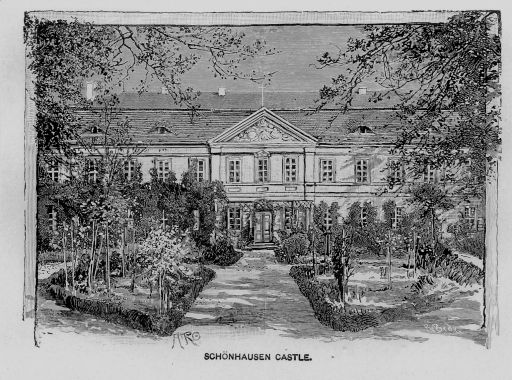
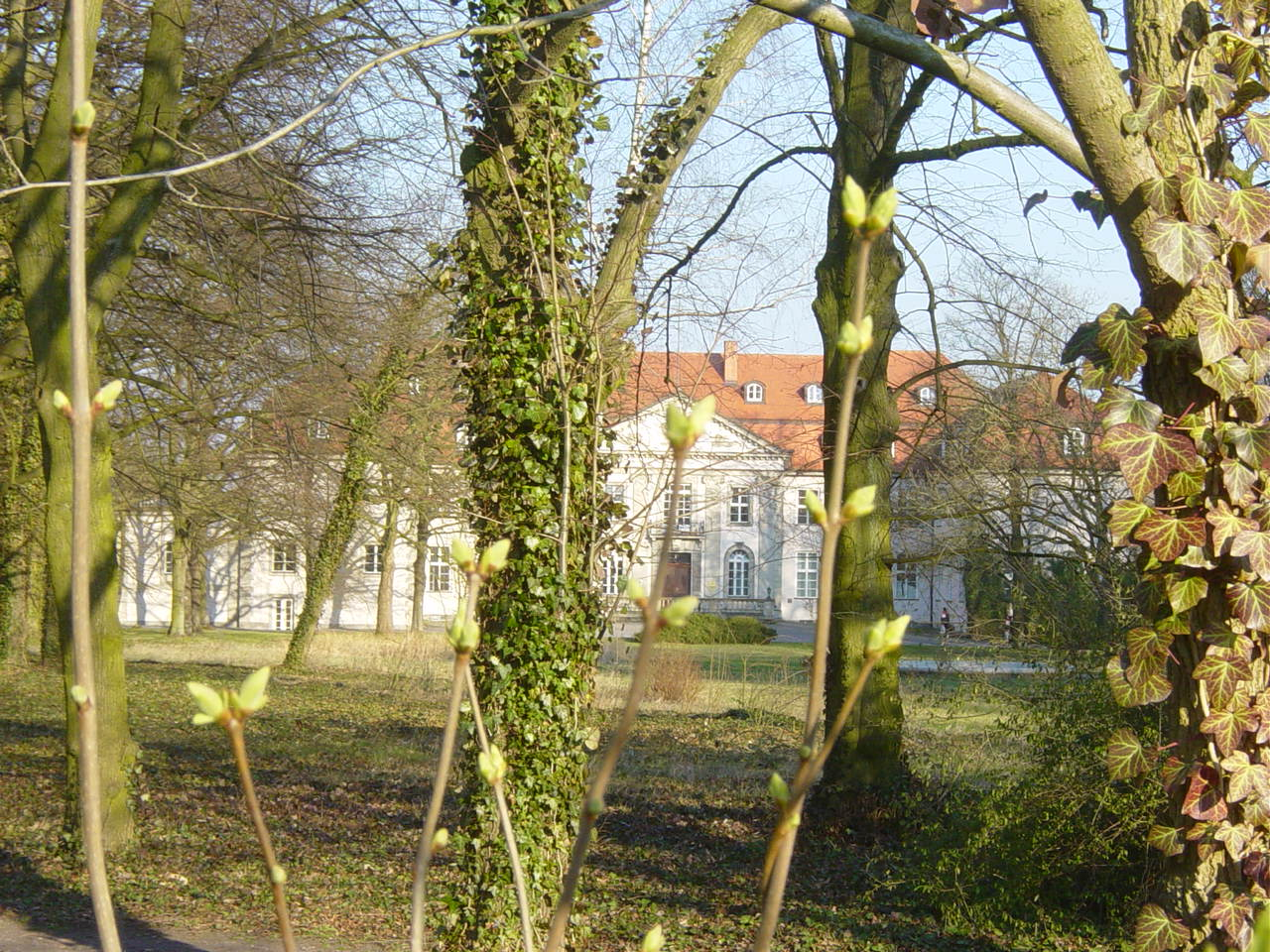